# Hey Ya!
Singles de OutKast
Land of a Million Drums The Way You Move
Pistes de Speakerboxxx/The Love Below
She Lives in My Lap Roses
Hey Ya! est une chanson écrite et interprétée par André 3000 qui figure sur l'album Speakerboxxx/The Love Below (2003) de OutKast.
Cette chanson a été reprise par The Supersuckers en 2004, par Matt Weddle d'Obadiah Parker en version acoustique en 2006 et par le groupe français Cocoon, reproduisant la version de Matt Weddle en 2009.
Avec sa version acoustique diffusée sur plusieurs sites d'hébergement de vidéos (YouTube, Dailymotion…), Obadiah Parker a totalisé plus de 4 millions de visionnements uniques de cette chanson.
En 2004, cette chanson est classée 182e des « 500 plus grandes chansons de tous les temps » selon le magazine Rolling Stone, puis en 10e position dans la nouvelle liste publiée en 2021.

## Reprises
- 2004 : The Supersuckers
- 2005 : The BossHoss, sur l'album Internashville Urban Hymns
- 2006 : Matt Weddle d'Obadiah Parker
- 2009 : Sam Lloyd and The Blanks pour la série Scrubs, saison 8, épisode 15
- 2011 : Irma, sur l'album Letter to the Lord
- 2011 : Cocoon, sur l'EP Covers
- 2017 : K. Leaf, sur l'album Lonbraj a Lanmou
- 2018 : Sleep Token sur le single éponyme

## Dans la culture
Sauf indication contraire ou complémentaire, les informations mentionnées dans cette section proviennent du générique de fin de l'œuvre audiovisuelle présentée ici.
- 2013 : Joséphine d'Agnès Obadia : musique additionnelle